# Baretta
Baretta est une série télévisée américaine en 82 épisodes de 50 minutes, créée par Stephen J. Cannell et diffusée du 17 janvier 1975 au 18 mai 1978 sur le réseau ABC.
En France, seulement 13 épisodes ont été diffusés du 15 janvier 1976 au 8 avril 1976 tous les jeudis à 20h30 sur TF1. Diffusion des saison 1 (sauf deux épisodes) et saison 2 du 11 juillet 1986 au 13 octobre 1986 sur La Cinq. Puis multirediffusé de septembre 1987 au 22 juin 1990 sur La Cinq.

## Synopsis
Cette série met en scène Tony Baretta, policier peu conventionnel à Newark dans le New Jersey. Orphelin sans le sou d'émigrés italiens, Baretta connaît bien la rue et maîtrise parfaitement l'art du déguisement. Il vit dans un hôtel minable, le King Edward, en compagnie de son cacatoès blanc, Fred, et n'a qu'un seul ami, Billy, le concierge de l'hôtel.

## Distribution
- Robert Blake (VF Serge Sauvion) : Tony Baretta
- Tom Ewell : Billy Truman
- Dana Elcar : Inspecteur Schiller
- Edward Grover : Hal Brubaker
- Michael D. Roberts : Rooster
- Chino Williams : Fats
- Lala : Fred
- Angelo Rossitto : Little Moe (14 épisodes)

## Épisodes
La majeure partie des épisodes ont été doublés en français à l'exception de quelques-uns, Serge Sauvion était la voix de Robert Blake. Les épisodes non-doublés ont un astérisque.

### Première saison (1975)
1. Vendetta[3] (He'll Never See Daylight Again)
2. Contrat à vie[4] (The Five and a Half Pound Junkie)
3. L'Inconnue du port[5] (Woman in the Harbor)
4. Sous Haute Surveillance (If You Can't Pay the Price)
5. Une bonne planque[6] (Half a Million Dollar Baby)
6. Le veuf[7] (Ragtime Billy Peaches)
7. Le serment[8] (The Coppelli Oath)
8. Commission d'enquête[9] (Walk Like You Talk)
9. La grande maison[10] (The Mansion)
10. Titre français inconnu (Keep Your Eye on the Sparrow) (*)
11. Le secret de Terry Lake[11]  (The Secret of Terry Lake)
12. Abel et Caïn (This Ain't My Bag)

### Deuxième saison (1975-1976)
1. La musique dans le sang[12] (The Good-Bye Orphan Annie Blues)
2. Le Jeu de la gloire[13]  (The Glory Game)
3. Les otages (On the Road)
4. Le médecin (Nobody in a Nothing Place)
5. Au feu[14]  (The Fire Man)
6. Peine de cœur (Double Image)
7. Le grand-père (Photography by John Doe)
8. Double jeu (Set Up City)
9. Le livre (A Bite of the Apple)
10. Quand il faut payer (When Dues Come Down)
11. Collaboration efficace[15] (The Big Hand's on Trouble)
12. Un témoin de huit ans (Count the Days I'm Gone)
13. La bavure (Sharper Than a Serpent's Tooth)
14. Les saints du Diable (The Left Hand of the Devil)
15. Meurtre par procuration (Murder for Me)
16. Danger de mort (Pay or Die)
17. Le fils illégitime (The Blood Bond)
18. Le vieux pickpocket (The Dippers)
19. Mort en série (Dead Man Out)
20. Le souffle de la mort (Death on the Run)
21. Aggie (Aggie)
22. De l'argent pour un enfant (And Down Will Come Baby)

### Troisième saison (1976-1977)
1. Titre français inconnu (The Ninja)
2. Titre français inconnu (Soldier in the Jungle)
3. Titre français inconnu (Runaway Cowboy)
4. Titre français inconnu (Street Edition)
5. Titre français inconnu (They Don't Make 'Em Like They Used To)
6. Le violeur[16] (Shoes)
7. Titre français inconnu (Under the City)
8. Titre français inconnu (Dear Tony)
9. Titre français inconnu (Crazy Annie)
10. Titre français inconnu (Nothin' for Nothin' '')
11. Le perdant[17] (Can't Win for Losin' '')
12. Titre français inconnu (Look Back in Terror)
13. Collaboration Efficace (The Big Hand's on Trouble)
14. Titre français inconnu (Don't Kill the Sparrows)
15. Titre français inconnu (That Sister Ain't No Cousin)
16. Titre français inconnu (Open Season)
17. Titre français inconnu (The Reunion)
18. Titre français inconnu (Not on Our Block)
19. Titre français inconnu (The Runaways)
20. Titre français inconnu (Everybody Pays the Fare)
21. Les visons voyageurs[18] (Think Mink)
22. Titre français inconnu (Carla)
23. Titre français inconnu (Big Bad Charlie)
24. Titre français inconnu (Guns and Brothers)
25. Titre français inconnu (Playin' Police)

### Quatrième saison (1977-1978)
1. Titre français inconnu (New Girl in Town)
2. Titre français inconnu (Somebody Killed Cock Robin)
3. Titre français inconnu (Lyman P. Doffer, Fed)
4. Titre français inconnu (The Sky Is Falling)
5. Titre français inconnu (It's Hard But It's Fair)
6. Titre français inconnu (Buddy)
7. Titre français inconnu (Por Nada)
8. Titre français inconnu (Who Can Make the Sun Shine?)
9. Titre français inconnu (All That Shatters)
10. Les Aléas du métier (It Goes with the Job)
11. Un cheval qui fait courir[19] (Hot Horse)
12. Titre français inconnu (Why Me?)
13. Titre français inconnu (I'll Take You to Lunch)
14. Titre français inconnu (It's a Boy)
15. Titre français inconnu (Just for Laughs)
16. Titre français inconnu (The Marker)
17. Titre français inconnu (The Stone Conspiracy)
18. Titre français inconnu (The Appointment)
19. Titre français inconnu (Woman Trouble)
20. Titre français inconnu (The Gadjo)
21. Titre français inconnu (Barney)
22. Titre français inconnu (The Dream)
23. Titre français inconnu (The Snake Chaser)
24. Titre français inconnu (The Bundle)

(*) Les épisodes sont inédits en France.

## Commentaires
- Cette série est indirectement issue de la série policière Toma. Lorsque son acteur principal, Tony Musante, la quitta, le rôle fut proposé à Robert Blake, qui l'accepta. On changea alors le titre de la série : Baretta était née.

- Le générique de la série, intitulé Keep your eye on the sparrow, est interprété par Sammy Davis, Jr..

- Lors de la saison 1976/1977, Baretta a été la huitième série la plus regardée outre-Atlantique[20].

## Récompenses
- Emmy Awards 1975 : Meilleur acteur dans une série dramatique pour Robert Blake
- Golden Globes 1976 : Meilleur acteur dans une série dramatique pour Robert Blake

## DVD
- Zone 2 :

- L'intégrale de la saison 1 est sortie en coffret 4 DVD chez Elephant Films le 26 février 2014 en version originale sous-titrée et version française. Les copies sont remastérisées au format plein écran d'origine .
- L'intégrale de la saison 2 est sortie en coffret 6 DVD chez Elephant Films le 26 juillet 2017 en version française uniquement. Les copies sont remastérisées au format plein écran d'origine .